# ビュート郡 (サウスダコタ州)
ビュート郡（英: Butte County）は、アメリカ合衆国サウスダコタ州の北西部に位置する郡である。2010年国勢調査での人口は10,110人であり、2000年の9,094人から11.2％増加した。郡庁所在地はベルフーシュ市（人口5,594人）であり、同郡で人口最大の町でもある。ビュート郡は1883年3月2日にダコタ準州内に設立され、郡名はフランス語で丘を表す語が与えられた。

## 地理
アメリカ合衆国国勢調査局に拠れば、郡域全面積は2,266平方マイル (5,868.9 km2)であり、このうち陸地は2,249平方マイル (5,824.9 km2)、水域は18平方マイル (46.6 km2)で水域率は0.79％である。

### 主要高規格道路
| - アメリカ国道85号線 - アメリカ国道212号線 - サウスダコタ州道34号線 - サウスダコタ州道79号線 | - サウスダコタ州道168号線 |

### 隣接する郡
- ハーディング郡 - 北
- パーキンズ郡 - 北東
- ミード郡 - 南東
- ローレンス郡 - 南西
- クルック郡 (ワイオミング州) - 西
- カーター郡 (モンタナ州) - 北西

## 人口動態
以下は2000年の国勢調査による人口統計データである。
| 基礎データ - 人口: 9,094人 - 世帯数: 3,516 世帯 - 家族数: 2,468 家族 - 人口密度: 2人/km2（4人/mi2） - 住居数: 4,059軒 - 住居密度: 1軒/km2（2軒/mi2） 人種別人口構成 - 白人: 95.52% - アフリカン・アメリカン: 0.10% - ネイティブ・アメリカン: 1.65% - アジア人: 0.24% - その他の人種: 1.09% - 混血: 1.40% - ヒスパニック・ラテン系: 2.93% 先祖による構成 - ドイツ系：37.3％ - ノルウェー系：10.0％ - アメリカ人：8.2％ - アイルランド系：7.8％ - イギリス系：7.7％ 年齢別人口構成 - 18歳未満: 28.3% - 18-24歳: 7.2% - 25-44歳: 26.0% - 45-64歳: 23.4% - 65歳以上: 15.2% - 年齢の中央値:38歳 - 性比（女性100人あたり男性の人口） - 総人口: 96.9 - 18歳以上: 93.2 | 世帯と家族（対世帯数） - 18歳未満の子供がいる: 35.0% - 結婚・同居している夫婦: 57.4% - 未婚・離婚・死別女性が世帯主: 9.0% - 非家族世帯: 29.8% - 単身世帯: 25.6% - 65歳以上の老人1人暮らし: 11.9% - 平均構成人数 - 世帯: 2.55人 - 家族: 3.07人 収入と家計 - 収入の中央値 - 世帯: 29,040米ドル - 家族: 34,173米ドル - 性別 - 男性: 26,769米ドル - 女性: 15,758米ドル - 人口1人あたり収入: 13,997米ドル - 貧困線以下 - 対人口: 12.8% - 対家族数: 9.4% - 18歳未満: 17.4% - 65歳以上: 11.8% |

## 都市と町
- ベルフーシュ - 郡庁所在地
- フルートデール
- ニューウェル
- ニスランド

### 郡区
ビュート郡は下記2の郡区に分けられている。
- ユニオン
- ベイル

また未編入領域は下記の2つである。
- イーストビュート
- ウェストビュート